# Лейк-Эдуардс (тауншип, Миннесота)
Лейк-Эдуардс (англ. Lake Edwards) — тауншип в округе Кроу-Уинг, Миннесота, США. На 2000 год его население составило 1995 человек.

## География
По данным Бюро переписи населения США площадь тауншипа составляет 93,8 км², из которых 65,8 км² занимает суша, а 28,0 км² — вода (29,84 %).

## Демография
По данным переписи населения 2000 года здесь находились 1995 человек, 785 домохозяйств и 595 семей.  Плотность населения —  30,3 чел./км².  На территории тауншипа расположено 1393 постройки со средней плотностью 21,2 построек на один квадратный километр. Расовый состав населения: 98,75 % белых, 0,15 % афроамериканцев, 0,20 % коренных американцев, 0,05 % азиатов, 0,20 % — других рас США и 0,65 % приходится на две или более других рас. Испанцы или латиноамериканцы любой расы составляли 0,55 % от популяции тауншипа.
Из 785 домохозяйств в 30,3 % воспитывались дети до 18 лет, в 67,9 % проживали супружеские пары, в 4,6 % проживали незамужние женщины и в 24,1 % домохозяйств проживали несемейные люди. 19,4 % домохозяйств состояли из одного человека, при том 7,4 % из — одиноких пожилых людей старше 65 лет. Средний размер домохозяйства — 2,54, а семьи — 2,91 человека.
24,2 % населения — младше 18 лет, 5,9 % — в возрасте от 18 до 24 лет, 25,6 % — от 25 до 44, 29,1 % — от 45 до 64, и 15,2 % — старше 65 лет. Средний возраст — 42 года. На каждые 100 женщин приходилось 111,3 мужчин.  На каждые 100 женщин старше 18 приходилось 108,7 мужчин.
Средний годовой доход домохозяйства составлял 43 274 доллара, а средний годовой доход семьи —  46 174 доллара. Средний доход мужчин —  34 875  долларов, в то время как у женщин — 21 250. Доход на душу населения составил 19 714 долларов. За чертой бедности находились 7,6 % семей и 8,9 % всего населения тауншипа, из которых 10,9 % младше 18 и 18,8 % старше 65 лет.